# Frank (Alberta)
Pour les articles homonymes, voir Frank.
Frank est une localité de la municipalité spécialisée de Crownsnest Pass dans les Montagnes Rocheuses en Alberta.

## Histoire

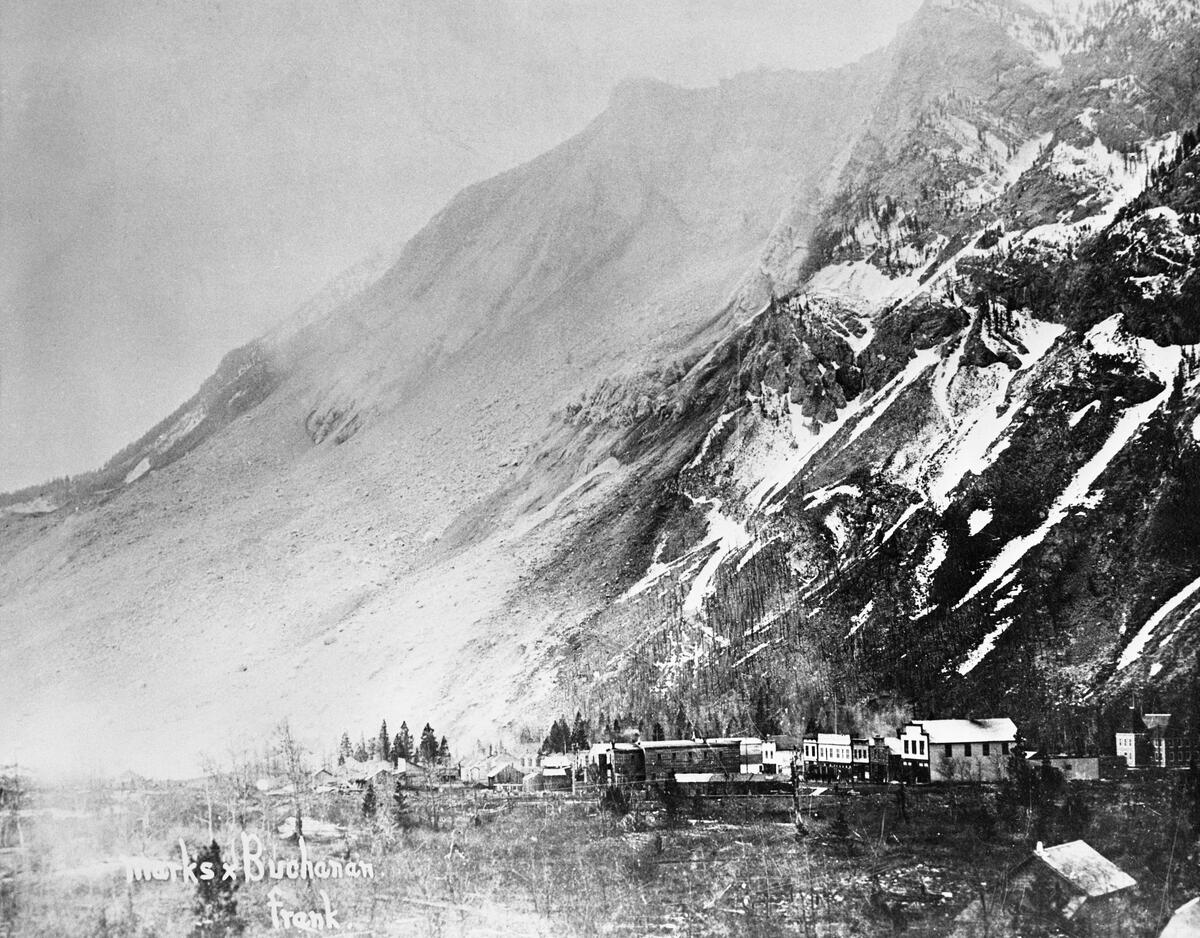
Frank le 30 avril 1903, le lendemain de l'éboulement.

En 1901, les entrepreneurs américains Sam Gebo et Henry Frank ont commencé à exploiter les premières mines de charbon à  Crowsnest Pas, à la base de la montagne Turtle. En mai les premiers bâtiments ont été construits. L'inauguration a eu lieu le 10 septembre 1901 avec des compétitions sportives et des visites de la mine. Deux trains spéciaux ont emmené les invités à un banquet. Frank est devenu le premier village incorporé en 1903. L'éboulement d'un pan de la montagne a eu lieu le 29 avril 1903, provoquant la mort de 70 à 90 personnes. Seulement 12 corps ont été retrouvés Cependant la mine a rouvert quelques semaines plus tard, et la ligne de chemin de fer a été rétablie. En 1905-1906 une nouvelle implantation résidentielle a été construite. La mine a fermé temporairement en 1912, puis définitivement en 1917.
En 2016, la population était de 85 personnes